# Aruás
Os aruás são um grupo indígena que habita o sul do estado brasileiro de Rondônia, mais especificamente nas Áreas Indígenas Rio Branco e Rio Guaporé.

## Subgrupos
Subgrupos ou clãs:
| Nome         | Tradução        |
| ------------ | --------------- |
| Tirib ei     | ouricuri        |
| Kapeá ei     | pássaro (?)     |
| Bixid ei     | tipo de lagarta |
| Nadég ei     | idem            |
| Andai kud ei | cujubim         |
| Kuru ei      | jacu            |
| Gib ei       | morcego         |
| Poá ei       | mamão           |
| Aksosón ei   | (?)             |
| Jucan ei     | tucano          |